# UCI WorldTour de 2022
O UCI WorldTour de 2022 foi a décima segunda edição do máximo calendário de ciclismo a nível mundial sob a organização da UCI.
O calendário estava previsto para ter 33 corridas, depois da não celebração do Tour Down Under e a Cadel Evans Great Ocean Road Race. Começou a 20 de fevereiro com a corrida do UAE Tour nos Emirados Árabes Unidos e finalizou a 8 de outubro com o Giro de Lombardia em Itália , sendo finalmente 31 as provas que se disputaram após cancelar durante o ano o BinckBank Tour e o Tour de Guangxi.

## Equipas
Para 2022 as equipas UCI WorldTeam foram 18, uma equipa menos que a edição anterior. Para esta temporada na máxima categoria mudaram de nome por rendimento de novos patrocinadores as equipas Astana Qazaqstan Team, Israel-Premier Tech, Quick-Step Alpha Vinyl Team, EF Education-EasyPost e o Team BikeExchange-Jayco. Assim mesmo, a equipa Team Qhubeka NextHash desapareceu por problemas financeiros.
| Nome                               | País                   | Código UCI |
| ---------------------------------- | ---------------------- | ---------- |
| AG2R Citroën Team                  | França                 | ACT        |
| Astana Qazaqstan Team              | Cazaquistão            | AST        |
| Bahrain Victorious                 | Bahrein                | TBV        |
| Bora-Hansgrohe                     | Alemanha               | BOH        |
| Cofidis, Solutions Crédits         | França                 | COF        |
| EF Education-EasyPost              | Estados Unidos         | EFE        |
| Groupama-FDJ                       | França                 | GFC        |
| Ineos Grenadiers                   | Reino Unido            | IGD        |
| Intermarché-Wanty-Gobert Matériaux | Bélgica                | IWG        |
| Israel-Premier Tech                | Israel                 | IPT        |
| Jumbo-Visma                        | Países Baixos          | TJV        |
| Lotto Soudal                       | Bélgica                | LTS        |
| Movistar Team                      | Espanha                | MOV        |
| Quick-Step Alpha Vinyl Team        | Bélgica                | QST        |
| Team BikeExchange-Jayco            | Austrália              | BEX        |
| Team DSM                           | Países Baixos          | DSM        |
| Trek-Segafredo                     | Estados Unidos         | TFS        |
| UAE Team Emirates                  | Emirados Árabes Unidos | UAD        |

## Corridas
| UCI WorldTour de 2022 | UCI WorldTour de 2022  | UCI WorldTour de 2022             | UCI WorldTour de 2022  | UCI WorldTour de 2022 |
| Data                  | País                   | Corrida                           | Vencedor               |                       |
| --------------------- | ---------------------- | --------------------------------- | ---------------------- | --------------------- |
| 18 – 23 jan.          | Austrália              | Tour Down Under                   | cancelado              |                       |
| 30 jan.               | Austrália              | Cadel Evans Great Ocean Road Race | cancelado              |                       |
| 20 – 26 fev.          | Emirados Árabes Unidos | UAE Tour                          | Tadej Pogačar          |                       |
| 26 fev.               | Bélgica                | Omloop Het Nieuwsblad             | Wout van Aert          |                       |
| 5 mar.                | Itália                 | Strade Bianche                    | Tadej Pogačar          |                       |
| 6 – 13 mar.           | França                 | Paris-Nice                        | Primož Roglič          |                       |
| 7 – 13 mar.           | Itália                 | Tirreno-Adriático                 | Tadej Pogačar          |                       |
| 19 mar.               | Itália                 | Milão-Sanremo                     | Matej Mohorič          |                       |
| 21 – 27 mar.          | Espanha                | Volta à Catalunha                 | Sergio Higuita         |                       |
| 23 mar.               | Bélgica                | Três dias de Bruges–De Panne      | Tim Merlier            |                       |
| 25 mar.               | Bélgica                | E3 Saxo Bank Classic              | Wout van Aert          |                       |
| 27 mar.               | Bélgica                | Gante-Wevelgem                    | Biniam Girmay          |                       |
| 30 mar.               | Bélgica                | Através de Flandres               | Mathieu van der Poel   |                       |
| 3 abr.                | Bélgica                | Volta à Flandres                  | Mathieu van der Poel   |                       |
| 4 – 9 abr.            | Espanha                | Volta ao País Basco               | Daniel Felipe Martínez |                       |
| 10 abr.               | Países Baixos          | Amstel Gold Race                  | Michał Kwiatkowski     |                       |
| 17 abr.               | França                 | Paris-Roubaix                     | Dylan van Baarle       |                       |
| 20 abr.               | Bélgica                | Flecha Valona                     | Dylan Teuns            |                       |
| 24 abr.               | Bélgica                | Liège-Bastogne-Liège              | Remco Evenepoel        |                       |
| 26 abr. – 1 mai.      | Suíça                  | Volta à Romandia                  | Aleksandr Vlasov       |                       |
| 1 mai.                | Alemanha               | Grande Prémio de Frankfurt        | Sam Bennett            |                       |
| 6 – 29 mai.           | Itália                 | Giro d'Italia                     | Jai Hindley            |                       |
| 5 – 12 jun.           | França                 | Critérium du Dauphiné             | Primož Roglič          |                       |
| 12 – 19 jun.          | Suíça                  | Volta à Suíça                     | Geraint Thomas         |                       |
| 1 – 24 jul.           | França                 | Tour de France                    | Jonas Vingegaard       |                       |
| 30 jul. – 5 ago.      | Polónia                | Volta à Polónia                   | Ethan Hayter           |                       |
| 30 jul.               | Espanha                | Clássica de San Sebastián         | Remco Evenepoel        |                       |
| 19 ago. – 11 set.     | Espanha                | Volta a Espanha                   | Remco Evenepoel        |                       |
| 21 ago.               | Alemanha               | Clássica de Hamburgo              | Marco Haller           |                       |
| 28 ago.               | França                 | Bretagne Classic                  | Wout van Aert          |                       |
| 29 ago. – 4 set.      | Países Baixos          | Benelux Tour                      | cancelado              |                       |
| 9 set.                | Canadá                 | Grande Prêmio de Quebec           | Benoît Cosnefroy       |                       |
| 11 set.               | Canadá                 | Grande Prêmio de Montreal         | Tadej Pogačar          |                       |
| 8 out.                | Itália                 | Giro di Lombardia                 | Tadej Pogačar          |                       |
| 13 – 18 out.          | China                  | Tour de Guangxi                   | cancelado              |                       |

## Classificações Ranking Mundial (UCI World Ranking)
Esta foi a classificação final do Ranking Mundial (UCI World Ranking):
Nota: ver Barómetros de pontuação

### Classificação individual
| Posição | Corredor             | Equipa                             | Pontos  |
| ------- | -------------------- | ---------------------------------- | ------- |
| 1.º     | Tadej Pogačar        | UAE Emirates                       | 5131    |
| 2.º     | Wout van Aert        | Jumbo-Visma                        | 4525    |
| 3.º     | Remco Evenepoel      | Quick-Step Alpha Vinyl             | 4402,5  |
| 4.º     | Jonas Vingegaard     | Jumbo-Visma                        | 3154    |
| 5.º     | Aleksandr Vlasov     | Bora-Hansgrohe                     | 2484    |
| 6.º     | Arnaud De Lie        | Lotto-Soudal                       | 2268    |
| 7.º     | Stefan Küng          | Groupama-FDJ                       | 2180    |
| 8.º     | Alexander Kristoff   | Intermarché-Wanty-Gobert Matériaux | 2099    |
| 9.º     | Mathieu van der Poel | Alpecin-Deceuninck                 | 2003,67 |
| 10.º    | Alejandro Valverde   | Movistar                           | 1996    |

| Posições 11.º ao 20.º | Posições 11.º ao 20.º  | Posições 11.º ao 20.º              | Posições 11.º ao 20.º |
| --------------------- | ---------------------- | ---------------------------------- | --------------------- |
| 11.º                  | Michael Matthews       | BikeExchange-Jayco                 | 1995,67               |
| 12.º                  | Sergio Higuita         | Bora-Hansgrohe                     | 1992                  |
| 13.º                  | Christophe Laporte     | Jumbo-Visma                        | 1968                  |
| 14.º                  | Arnaud Démare          | Groupama-FDJ                       | 1931                  |
| 15.º                  | Daniel Felipe Martínez | Ineos Grenadiers                   | 1920                  |
| 16.º                  | Biniam Girmay          | Intermarché-Wanty-Gobert Matériaux | 1875                  |
| 17.º                  | Pello Bilbao           | Bahrain Victorious                 | 1856                  |
| 18.º                  | Benoît Cosnefroy       | AG2R Citroën                       | 1781                  |
| 19.º                  | Enric Mas              | Movistar                           | 1772                  |
| 20.º                  | Mads Pedersen          | Trek-Segafredo                     | 1753                  |

### Classificação por equipas
| Posição | Equipa                             | Pontos  |
| ------- | ---------------------------------- | ------- |
| 1.º     | Jumbo-Visma                        | 15003,5 |
| 2.º     | UAE Emirates                       | 13323   |
| 3.º     | Ineos Grenadiers                   | 12494   |
| 4.º     | Bora-Hansgrohe                     | 10331   |
| 5.º     | Intermarché-Wanty-Gobert Matériaux | 10318   |
| 6.º     | Quick-Step Alpha Vinyl             | 10214   |
| 7.º     | Groupama-FDJ                       | 9440    |
| 8.º     | Bahrain Victorious                 | 9206    |
| 9.º     | Alpecin-Deceuninck                 | 8490,67 |
| 10.º    | Cofidis                            | 8079    |

### Classificação por países
| Posição | País          | Pontos  |
| ------- | ------------- | ------- |
| 1.º     | Bélgica       | 17901,5 |
| 2.º     | Espanha       | 11845,5 |
| 3.º     | França        | 11774   |
| 4.º     | Eslovênia     | 9930    |
| 5.º     | Países Baixos | 9485,34 |
| 6.º     | Dinamarca     | 8876    |
| 7.º     | Colômbia      | 8076    |
| 8.º     | Reino Unido   | 7709,05 |
| 9.º     | Austrália     | 7701,34 |
| 10.º    | Itália        | 7195    |

## Progresso das classificações
| Corrida (Vencedor)                           | Classificação individual | Classificação por equipas |
| -------------------------------------------- | ------------------------ | ------------------------- |
| UAE Tour (Tadej Pogačar)                     | Tadej Pogačar            | UAE Emirates              |
| Omloop Het Nieuwsblad (Wout van Aert)        | Tadej Pogačar            | UAE Emirates              |
| Strade Bianche (Tadej Pogačar)               | Tadej Pogačar            | UAE Emirates              |
| Paris-Nice (Primož Roglič)                   | Tadej Pogačar            | UAE Emirates              |
| Tirreno-Adriático (Tadej Pogačar)            | Tadej Pogačar            | UAE Emirates              |
| Milão-Sanremo (Matej Mohorič)                | Tadej Pogačar            | UAE Emirates              |
| Clássica Bruges–De Panne (Tim Merlier)       | Tadej Pogačar            | UAE Emirates              |
| E3 Saxo Bank Classic (Wout van Aert)         | Tadej Pogačar            | UAE Emirates              |
| Volta à Catalunha (Sergio Higuita)           | Tadej Pogačar            | UAE Emirates              |
| Gante-Wevelgem (Biniam Girmay)               | Tadej Pogačar            | UAE Emirates              |
| Através de Flandres (Mathieu van der Poel)   | Tadej Pogačar            | UAE Emirates              |
| Volta à Flandres (Mathieu van der Poel)      | Tadej Pogačar            | UAE Emirates              |
| Volta ao País Basco (Daniel Felipe Martínez) | Tadej Pogačar            | UAE Emirates              |
| Amstel Gold Race (Michał Kwiatkowski)        | Tadej Pogačar            | UAE Emirates              |
| Paris-Roubaix (Dylan van Baarle)             | Tadej Pogačar            | UAE Emirates              |
| Flecha Valona (Dylan Teuns)                  | Tadej Pogačar            | Jumbo-Visma               |
| Liège-Bastogne-Liège (Remco Evenepoel)       | Tadej Pogačar            | Jumbo-Visma               |
| Volta à Romandia (Aleksandr Vlasov)          | Tadej Pogačar            | Jumbo-Visma               |
| Grande Prêmio de Frankfurt (Sam Bennett)     | Tadej Pogačar            | Jumbo-Visma               |
| Giro d'Italia (Jai Hindley)                  | Tadej Pogačar            | Ineos Grenadiers          |
| Critério do Dauphiné (Primož Roglič)         | Tadej Pogačar            | Jumbo-Visma               |
| Volta à Suíça (Geraint Thomas)               | Tadej Pogačar            | Jumbo-Visma               |
| Tour de France (Jonas Vingegaard)            | Tadej Pogačar            | Jumbo-Visma               |
| Clássica de San Sebastián (Remco Evenepoel)  | Tadej Pogačar            | Jumbo-Visma               |
| Volta à Polónia (Ethan Hayter)               | Tadej Pogačar            | Jumbo-Visma               |
| BEMER Cyclassics (Marco Haller)              | Tadej Pogačar            | Jumbo-Visma               |
| Bretagne Classic (Wout van Aert)             | Tadej Pogačar            | Jumbo-Visma               |
| Grande Prêmio de Quebec (Benoît Cosnefroy)   | Tadej Pogačar            | Jumbo-Visma               |
| Volta a Espanha (Remco Evenepoel)            | Tadej Pogačar            | Jumbo-Visma               |
| Grande Prêmio de Montreal (Tadej Pogačar)    | Tadej Pogačar            | Jumbo-Visma               |
| Giro de Lombardia (Tadej Pogačar)            | Tadej Pogačar            | Jumbo-Visma               |

## Vitórias no WorldTour

### Vitórias por corredor
- Notas: Em amarelo corredores de equipas de categoria UCI ProTeam, Continental e seleções nacionais.

Inclui vitórias em prólogos.
| Posição | Ciclista               | Equipa                             | Etapa | Clássica | Geral | Total |
| ------- | ---------------------- | ---------------------------------- | ----- | -------- | ----- | ----- |
| 1.º     | Tadej Pogačar          | UAE Emirates                       | 7     | 3        | 2     | 12    |
| 2.º     | Wout van Aert          | Jumbo-Visma                        | 6     | 3        | -     | 9     |
| 3.º     | Remco Evenepoel        | Quick-Step Alpha Vinyl             | 3     | 2        | 1     | 6     |
| 4.º     | Primož Roglič          | Jumbo-Visma                        | 3     | -        | 2     | 5     |
| 4.º     | Mads Pedersen          | Trek-Segafredo                     | 5     | -        | -     | 5     |
| 6.º     | Jasper Philipsen       | Alpecin-Deceuninck                 | 4     | -        | -     | 4     |
| 6.º     | Jonas Vingegaard       | Jumbo-Visma                        | 3     | -        | 1     | 4     |
| 6.º     | Arnaud Démare          | Groupama-FDJ                       | 4     | -        | -     | 4     |
| 6.º     | Richard Carapaz        | Ineos Grenadiers                   | 4     | -        | -     | 4     |
| 10.º    | Mathieu van der Poel   | Alpecin-Deceuninck                 | 1     | 2        | -     | 3     |
| 10.º    | Simon Yates            | BikeExchange-Jayco                 | 3     | -        | -     | 3     |
| 10.º    | Aleksandr Vlasov       | Bora-Hansgrohe                     | 2     | -        | 1     | 3     |
| 10.º    | Sergio Higuita         | Bora-Hansgrohe                     | 2     | -        | 1     | 3     |
| 10.º    | Ethan Hayter           | Ineos Grenadiers                   | 2     | -        | 1     | 3     |
| 10.º    | Sam Bennett            | Bora-Hansgrohe                     | 2     | 1        | -     | 3     |
| 16.º    | Tim Merlier            | Alpecin-Deceuninck                 | 1     | 1        | -     | 2     |
| 16.º    | Daniel Felipe Martínez | Ineos Grenadiers                   | 1     | -        | 1     | 2     |
| 16.º    | Dylan Teuns            | Bahrain Victorious                 | 1     | 1        | -     | 2     |
| 16.º    | Mark Cavendish         | Quick-Step Alpha Vinyl             | 2     | -        | -     | 2     |
| 16.º    | Biniam Girmay          | Intermarché-Wanty-Gobert Matériaux | 1     | 1        | -     | 2     |
| 16.º    | Koen Bouwman           | Jumbo-Visma                        | 2     | -        | -     | 2     |
| 16.º    | Jai Hindley            | Bora-Hansgrohe                     | 1     | -        | 1     | 2     |
| 16.º    | Filippo Ganna          | Ineos Grenadiers                   | 2     | -        | -     | 2     |
| 16.º    | Fabio Jakobsen         | Quick-Step Alpha Vinyl             | 2     | -        | -     | 2     |
| 16.º    | Michael Matthews       | BikeExchange-Jayco                 | 2     | -        | -     | 2     |
| 16.º    | Christophe Laporte     | Jumbo-Visma                        | 2     | -        | -     | 2     |
| 16.º    | Phil Bauhaus           | Bahrain Victorious                 | 2     | -        | -     | 2     |
| 16.º    | Jay Vine               | Alpecin-Deceuninck                 | 2     | -        | -     | 2     |
| 16.º    | Kaden Groves           | BikeExchange-Jayco                 | 2     | -        | -     | 2     |
| 16.º    | Thymen Arensman        | DSM                                | 2     | -        | -     | 2     |
| 31.º    | Stefan Bissegger       | EF Education-EasyPost              | 1     | -        | -     | 1     |
| 31.º    | Mathias Vacek          | Gazprom-RusVelo                    | 1     | -        | -     | 1     |
| 31.º    | Caleb Ewan             | Lotto Soudal                       | 1     | -        | -     | 1     |
| 31.º    | Brandon McNulty        | UAE Emirates                       | 1     | -        | -     | 1     |
| 31.º    | Mathieu Burgaudeau     | TotalEnergies                      | 1     | -        | -     | 1     |
| 31.º    | Warren Barguil         | Arkéa Samsic                       | 1     | -        | -     | 1     |
| 31.º    | Matej Mohorič          | Bahrain Victorious                 | -     | 1        | -     | 1     |
| 31.º    | Ben O'Connor           | AG2R Citroën                       | 1     | -        | -     | 1     |
| 31.º    | João Almeida           | UAE Emirates                       | 1     | -        | -     | 1     |
| 31.º    | Ethan Vernon           | Quick-Step Alpha Vinyl             | 1     | -        | -     | 1     |
| 31.º    | Andrea Bagioli         | Quick-Step Alpha Vinyl             | 1     | -        | -     | 1     |
| 31.º    | Julian Alaphilippe     | Quick-Step Alpha Vinyl             | 1     | -        | -     | 1     |
| 31.º    | Pello Bilbao           | Bahrain Victorious                 | 1     | -        | -     | 1     |
| 31.º    | Carlos Rodríguez       | Ineos Grenadiers                   | 1     | -        | -     | 1     |
| 31.º    | Ion Izagirre           | Cofidis                            | 1     | -        | -     | 1     |
| 31.º    | Michał Kwiatkowski     | Ineos Grenadiers                   | -     | 1        | -     | 1     |
| 31.º    | Dylan van Baarle       | Ineos Grenadiers                   | -     | 1        | -     | 1     |
| 31.º    | Patrick Bevin          | Israel-Premier Tech                | 1     | -        | -     | 1     |
| 31.º    | Lennard Kämna          | Bora-Hansgrohe                     | 1     | -        | -     | 1     |
| 31.º    | Thomas de Gendt        | Lotto Soudal                       | 1     | -        | -     | 1     |
| 31.º    | Alberto Dainese        | DSM                                | 1     | -        | -     | 1     |
| 31.º    | Stefano Oldani         | Alpecin-Deceuninck                 | 1     | -        | -     | 1     |
| 31.º    | Giulio Ciccone         | Trek-Segafredo                     | 1     | -        | -     | 1     |
| 31.º    | Jan Hirt               | Intermarché-Wanty-Gobert Matériaux | 1     | -        | -     | 1     |
| 31.º    | Santiago Buitrago      | Bahrain Victorious                 | 1     | -        | -     | 1     |
| 31.º    | Dries De Bondt         | Alpecin-Deceuninck                 | 1     | -        | -     | 1     |
| 31.º    | Alessandro Covi        | UAE Emirates                       | 1     | -        | -     | 1     |
| 31.º    | Matteo Sobrero         | BikeExchange-Jayco                 | 1     | -        | -     | 1     |
| 31.º    | Alexis Vuillermoz      | TotalEnergies                      | 1     | -        | -     | 1     |
| 31.º    | David Gaudu            | Groupama-FDJ                       | 1     | -        | -     | 1     |
| 31.º    | Valentin Ferron        | TotalEnergies                      | 1     | -        | -     | 1     |
| 31.º    | Carlos Verona          | Movistar                           | 1     | -        | -     | 1     |
| 31.º    | Stephen Williams       | Bahrain Victorious                 | 1     | -        | -     | 1     |
| 31.º    | Andreas Leknessund     | DSM                                | 1     | -        | -     | 1     |
| 31.º    | Peter Sagan            | TotalEnergies                      | 1     | -        | -     | 1     |
| 31.º    | Daryl Impey            | Israel-Premier Tech                | 1     | -        | -     | 1     |
| 31.º    | Nico Denz              | DSM                                | 1     | -        | -     | 1     |
| 31.º    | Thibaut Pinot          | Groupama-FDJ                       | 1     | -        | -     | 1     |
| 31.º    | Geraint Thomas         | Ineos Grenadiers                   | -     | -        | 1     | 1     |
| 31.º    | Yves Lampaert          | Quick-Step Alpha Vinyl             | 1     | -        | -     | 1     |
| 31.º    | Dylan Groenewegen      | BikeExchange-Jayco                 | 1     | -        | -     | 1     |
| 31.º    | Simon Clarke           | Israel-Premier Tech                | 1     | -        | -     | 1     |
| 31.º    | Bob Jungels            | AG2R Citroën                       | 1     | -        | -     | 1     |
| 31.º    | Magnus Cort            | EF Education-EasyPost              | 1     | -        | -     | 1     |
| 31.º    | Thomas Pidcock         | Ineos Grenadiers                   | 1     | -        | -     | 1     |
| 31.º    | Hugo Houle             | Israel-Premier Tech                | 1     | -        | -     | 1     |
| 31.º    | Olav Kooij             | Jumbo-Visma                        | 1     | -        | -     | 1     |
| 31.º    | Gerben Thijssen        | Intermarché-Wanty-Gobert Matériaux | 1     | -        | -     | 1     |
| 31.º    | Pascal Ackermann       | UAE Emirates                       | 1     | -        | -     | 1     |
| 31.º    | Marco Haller           | Bora-Hansgrohe                     | -     | 1        | -     | 1     |
| 31.º    | Marc Soler             | UAE Emirates                       | 1     | -        | -     | 1     |
| 31.º    | Jesús Herrada          | Cofidis                            | 1     | -        | -     | 1     |
| 31.º    | Louis Meintjes         | Intermarché-Wanty-Gobert Matériaux | 1     | -        | -     | 1     |
| 31.º    | Rigoberto Urán         | EF Education-EasyPost              | 1     | -        | -     | 1     |
| 31.º    | Benoît Cosnefroy       | AG2R Citroën                       | -     | 1        | -     | 1     |
| 31.º    | Juan Sebastián Molano  | UAE Emirates                       | 1     | -        | -     | 1     |

### Vitórias por equipa
- Notas: Em amarelo equipas UCI ProTeam.

Inclui vitórias em CRE.
| Posição | Equipa                             | Vitórias |
| ------- | ---------------------------------- | -------- |
| 1.º     | Jumbo-Visma                        | 24       |
| 2.º     | UAE Emirates                       | 18       |
| 3.º     | Ineos Grenadiers                   | 16       |
| 4.º     | Quick-Step Alpha Vinyl             | 14       |
| 5.º     | Bora-Hansgrohe                     | 13       |
| 5.º     | Alpecin-Deceuninck                 | 13       |
| 7.º     | BikeExchange-Jayco                 | 9        |
| 8.º     | Bahrain Victorious                 | 8        |
| 9.º     | Groupama-FDJ                       | 6        |
| 9.º     | Trek-Segafredo                     | 6        |
| 11.º    | Intermarché-Wanty-Gobert Matériaux | 5        |
| 11.º    | DSM                                | 5        |
| 13.º    | TotalEnergies                      | 4        |
| 13.º    | Israel-Premier Tech                | 4        |
| 15.º    | EF Education-EasyPost              | 3        |
| 15.º    | AG2R Citroën                       | 3        |
| 17.º    | Lotto Soudal                       | 2        |
| 17.º    | Cofidis                            | 2        |
| 19.º    | Gazprom-RusVelo                    | 1        |
| 19.º    | Arkéa Samsic                       | 1        |
| 19.º    | Movistar                           | 1        |

### Vitórias por países
- Incluem-se as vitórias em contrarrelógio por equipas.

| Posição | Equipa         | Vitórias |
| ------- | -------------- | -------- |
| 1.º     | Bélgica        | 27       |
| 2.º     | Eslovênia      | 18       |
| 3.º     | França         | 14       |
| 4.º     | Países Baixos  | 13       |
| 5.º     | Reino Unido    | 12       |
| 6.º     | Austrália      | 11       |
| 7.º     | Dinamarca      | 10       |
| 8.º     | Itália         | 8        |
| 8.º     | Colômbia       | 8        |
| 10.º    | Espanha        | 6        |
| 11.º    | Alemanha       | 5        |
| 12.º    | Equador        | 4        |
| 13.º    | Rússia         | 3        |
| 13.º    | Irlanda        | 3        |
| 15.º    | Eritreia       | 2        |
| 15.º    | Chéquia        | 2        |
| 15.º    | África do Sul  | 2        |
| 18.º    | Suíça          | 1        |
| 18.º    | Estados Unidos | 1        |
| 18.º    | Portugal       | 1        |
| 18.º    | Polónia        | 1        |
| 18.º    | Nova Zelândia  | 1        |
| 18.º    | Noruega        | 1        |
| 18.º    | Eslováquia     | 1        |
| 18.º    | Luxemburgo     | 1        |
| 18.º    | Canadá         | 1        |
| 18.º    | Áustria        | 1        |